# Friedrich Wilhelm Hoeninghaus (Naturforscher)
Friedrich Wilhelm Hoeninghaus (auch Friedrich Wilhelm Höninghaus, * 17. August 1770 in Krefeld; † 13. Juli 1854 ebenda) war ein deutscher Unternehmer, Naturforscher und Fossiliensammler.

## Leben
Friedrich Wilhelm Hoeninghaus war der Sohn des Krefelder Lehrers Johann Heinrich Hoeninghaus. Er besuchte keine höhere Schule, hatte aber eine besondere Begabung für Sprachen und brachte sich im Selbststudium Kenntnisse der englischen, französischen, holländischen, italienischen und spanischen Sprache bei. Später lernte er auch noch Latein. Hoeninghaus begann seine kaufmännische Laufbahn bei dem Unternehmen Von der Leyen in Krefeld und gründete 1796 den Seidenverlag Hoeninghaus & Co.  Am 16. August 1797 trat er zum Aufbau von Handelsbeziehungen eine Amerika-Reise an, die ihn über Bremen und Hamburg und der Einschiffung am 26. September 1797 in Altona auf dem dänischen Dampfschiff Providentia nach einer über 100 Tage langen Seefahrt und einer kurzen Landreise am 8. Januar 1798 nach Baltimore führte. Hier lernte er den Alderman Everhard Delius kennen, mit dem er später bis zu seinem Tod in lebhaftem Briefwechsel blieb. Auf Mount Vernon wurde er bei General George Washington eingeführt.
Etwa 15 Monate später kehrte er mit prägenden Erfahrungen und vielen neuen Kontakten nach Krefeld zurück. Hoeninghaus verheiratete sich mit Anna Maria Hornemann (* unbekannt; † 6. Januar 1819), mit der er im Lauf der Zeit 10 gemeinsame Kinder hatte, darunter den  Architektur- und Landschaftsmaler Adolf Hoeninghaus und den Politiker Friedrich Wilhelm Hoeninghaus.
Ab etwa 1802 führte er die Firma Hoeninghaus & de Greiff gemeinsam mit seinem Partner Jakob de Greiff (1774–1806) und nach dessen Tod mit dessen Bruder Anton de Greiff (1765–1835), wodurch diese 1816 zum drittgrößten Verlag in Krefeld wurde.
Hoeninghaus war stellvertretender Friedensrichter, Stadtrat, Handelsrichter und später auch Präsident der niederrheinischen Handelskammer.
Sein Vater hatte eine nicht unbedeutende Naturaliensammlung angelegt, die Friedrich Wilhelm Hoeninghaus stetig vergrößerte. Ab etwa 1816 begann er eine umfangreiche paläontologische Sammlung aufzubauen, die im Lauf der Zeit immer mehr an Bedeutung gewann. Georg August Goldfuß, mit dem er in freundschaftlichem und wissenschaftlichem Austausch stand, nutzte die Sammlung regelmäßig für seine Forschungen und Veröffentlichungen. 1830 übergab er seine Sammlung dem naturhistorischen Museum der rheinischen Universität zu Bonn.
Hoeninghaus führte jährlich naturhistorische Reisen durch, häufig mehrere in einem Jahr und korrespondierte gern und ausgiebig. Als sprechendes Emblem für einen fleißigen Sammler führte er einen Bienenkorb im Siegel.
Am 1. Oktober 1828 war er bei Goethe zu Tisch und unterhielt sich mit ihm ausgiebig über naturwissenschaftliche Themen. Zur Erinnerung an diesen Besuch schrieb Goethe ihm ein Gedenkblatt.

„Jeder Weg zum rechten Zwecke ist auch recht in jeder Strecke.“

Friedrich Wilhelm Hoeninghaus ist Erstbeschreiber des Brachiopoden Crania nodulosa Hoeninghaus 1828, der heute zu Ancistrocrania nodulosa (Hoeninghaus) 1828 gestellt wird.
Am 15. Oktober 1841 wurde er mit dem akademischen Beinamen Knorrius III. zum Mitglied (Matrikel-Nr. 1493) der Leopoldina gewählt.

## Mitgliedschaften
- 1823: Genootschap ter Befordering ter natuurlyke Historie te Groningen
- 1823: Wetterauische Gesellschaft für die gesammte Naturkunde zu Hanau
- 1823: Société des Amis des Sciences, Lettres et Arts de Maestricht
- 1826: Gesellschaft für nützliche Forschungen zu Trier
- 1826: Société linnéenne de Bordeaux
- 1826: Senckenbergische Naturforschende Gesellschaft
- 1828: Gesellschaft Deutscher Naturforscher und Ärzte
- 1828: Société d’histoire naturelle de Paris
- 1830: Gesellschaft Naturforschender Freunde zu Berlin
- 1830: Société géologique de France
- 1830: Société des sciences naturelles de Liège
- 1830: Westfälische Gesellschaft zur Beförderung vaterländischer Cultur
- 1832: Gesellschaft für Natur- und Heilwissenschaft zu Heidelberg
- 1834: Kaiserliche Gesellschaft der Naturforscher zu Moskau
- 1835: Naturforschende Gesellschaft des Osterlandes
- 1841: Leopoldina (akademischer Beiname Knorrius III., Matrikel-Nr. 1493)
- 1841: Naturwissenschaftlicher Verein in Hamburg
- 1841: Niederrheinische Gesellschaft für Natur- und Heilkunde zu Bonn
- 1843: Naturhistorischer Verein der preussischen Rheinlande und Westphalens
- 1843: Rheinische Naturforschende Gesellschaft
- 1846: Verein für Naturkunde im Herzogthum Nassau
- 1849: Deutsche Geologische Gesellschaft (lfd. Nr. 58 der ersten 170 Mitglieder 1849)[3]

## Ehrungen
Hoeninghaus wurde mit dem Roten Adlerorden ausgezeichnet.
Ihm zu Ehren wurden mehrere Fossilien benannt:
- Pecten hoeninghausi Defrance 1825
- Praeradiolites hoeninghausi Desmoulins 1826
- Sphenopteris hoeninghausii Brongniart 1828
- Ammonites hoeninghausi Buch 1832
- Phacops hoeninghausi Barrande 1846
- Hoeninghausia Gürich 1896

## Schriften
- Beitrag zur Monographie der Gattung Crania. Krefeld 1828 (Digitalisat, Digitalisat)
- Abbildung von vier Pflanzenabdrücken. Krefeld 1840 (Digitalisat)